# Vanderhorstia nobilis
Vanderhorstia nobilis är en fiskart som beskrevs av Allen och Randall 2006. Vanderhorstia nobilis ingår i släktet Vanderhorstia och familjen smörbultsfiskar. Inga underarter finns listade i Catalogue of Life.